# 青木一都
青木 一都（あおき かずくに）は、江戸時代中期の大名。摂津国麻田藩の第6代藩主。官位は従五位下・甲斐守、出羽守。

## 略歴
享保6年（1721年）、第5代藩主・青木一典の長男として誕生した。
享保21年（1736年）、15歳の時に父の死で跡を継いだ。寛延2年（1749年）10月26日、死去。享年29。
嗣子が無かったため、家督は弟の見典が養嗣子として継いだ。

## 系譜
- 父：青木一典（1697年 - 1736年）
- 母：冷泉為経娘
- 正室：谷衛衝の娘
- 養子
  - 男子：青木見典（1723年 - 1754年） - 青木一典の次男